# Recovery
Recovery – siódmy solowy album amerykańskiego rapera Eminema. Album uzyskał w Polsce status podwójnie platynowej płyty.

## Geneza
Początkowo album planowany na 2010 rok miał nosić tytuł Relapse 2 i być kontynuacją poprzedniej płyty zatytułowanej Relapse. Pierwszy raz Eminem współpracował z tak duża liczbą producentów, na poprzednich albumach muzykę wyprodukował Dr. Dre, z wyjątkiem pojedynczych utworów. Wśród producentów Recovery znaleźli się m.in. Dr. Dre, Just Blaze, Boi-1da, Mr. Porter, DJ Khalil, Havoc, Jim Jonsin, Alex da Kid.

## Lista utworów
Opracowano na podstawie źródła.
| #                | Tytuł                                  | Producent              | Sample                                                                                 | Czas |
| ---------------- | -------------------------------------- | ---------------------- | -------------------------------------------------------------------------------------- | ---- |
| 1                | „Cold Wind Blows”                      | Just Blaze             | - The Gringo – „Patriotic Song”                                                        | 5:04 |
| 2                | „Talkin’ 2 Myself” (feat. Kobe)        | DJ Khalil              |                                                                                        | 5:00 |
| 3                | „On Fire”                              | Mr. Porter             | - Mandrill – „Peace and Love (Amani Na Mapenzi): Movement IV (Encounter)”              | 3:33 |
| 4                | „Won’t Back Down” (feat. Pink)         | DJ Khalil              |                                                                                        | 4:26 |
| 5                | „W.T.P.”                               | Supa Dups              |                                                                                        | 3:58 |
| 6                | „Going Through Changes”                | Emile Haynie           | - Black Sabbath – „Changes”                                                            | 4:59 |
| 7                | „Not Afraid”                           | Boi-1da                |                                                                                        | 4:10 |
| 8                | „Seduction”                            | Boi-1da                |                                                                                        | 4:35 |
| 9                | „No Love” (feat. Lil Wayne)            | Just Blaze             | - Haddaway – „What Is Love”                                                            | 5:00 |
| 10               | „Space Bound”                          | Jim Jonsin             |                                                                                        | 4:39 |
| 11               | „Cinderella Man”                       | Script Shepherd        |                                                                                        | 4:39 |
| 12               | „25 to Life”                           | DJ Khalil              |                                                                                        | 4:02 |
| 13               | „So Bad”                               | Dr. Dre, Nick Brongers |                                                                                        | 5:25 |
| 14               | „Almost Famous”                        | DJ Khalil              |                                                                                        | 4:52 |
| 15               | „Love the Way You Lie” (feat. Rihanna) | Alex da Kid            | - Skylar Grey – „Love the Way You Lie”                                                 | 4:23 |
| 16               | „You’re Never Over”                    | Just Blaze             | - Gerard McMann – „Cry Little Sister”                                                  | 5:06 |
| 17               | „Untitled”                             | Havoc                  | - Interpolacja rymowanki „Eenie, Meenie, Miny, Moe” - Lesley Gore – „You Don’t Own Me” | 3:14 |
| Dodatkowe utwory |                                        |                        |                                                                                        |      |
| 18               | „Ridaz”                                | Dr. Dre                |                                                                                        | 5:00 |
| 19               | „Session One” (feat. Slaughterhouse)   | Just Blaze             |                                                                                        | 4:28 |